# جيرارد لافين
جيرارد لافين (بالإنجليزية: Gerard Lavin)‏ هو لاعب كرة قدم بريطاني في مركز الدفاع، ولد في 5 فبراير 1974 في Corby ‏ في المملكة المتحدة. شارك مع منتخب اسكتلندا تحت 21 سنة لكرة القدم. أما مع النوادي، فقد لعب مع نادي بريستول سيتي ونادي فارنبوروه ونادي ميلوول ونادي واتفورد ونورثامبتون تاون وويكمب وندررز.

## وصلات خارجية
- جيرارد لافين على موقع قاعدة بيانات كرة القدم.إي يو (الإنجليزية)
- جيرارد لافين على موقع Soccerbase.com (لاعب) (الإنجليزية)